# Free State Stars Football Club
El Free State Stars Football Club és un club de futbol sud-africà de la ciutat de Bethlehem.

## Història
Originàriament va ser fundat el 1979 amb el nom de Qwa Qwa Stars, però la franquícia fou venuda el 2002. L'any següent, Mike Mokoena va reviure el club en comprar i canviar de nom la franquícia a Maholosiane.

## Palmarès
- Nedbank Cup:[2]

2018
- Coca-Cola Cup:[2]

1994
- Baymed Cup:[2]

2006
- Mvela Golden League:

2004–05, 2006–07
- Second Division:

1985